# Lijst van beschermd erfgoed in de gemeente Colmar-Berg
In deze lijst van beschermd erfgoed in de gemeente Colmar-Berg zijn alle geclassificeerde nationale monumenten van de Luxemburgse gemeente Colmar-Berg opgenomen.

## Monumenten per plaats

### Colmar-Berg
| Object                 | Bouwjaar/architect | Locatie           | Datum beschermd?  | Coördinaten | Afbeelding |
| ---------------------- | ------------------ | ----------------- | ----------------- | ----------- | ---------- |
| Gebouw: huis en plaats |                    | rue de Mertzig 21 | 2 maart 2000 (IS) |             |            |

## Bron
- Liste des immeubles et objets classés monuments nationaux ou inscrits à l'inventaire supplémentaire